# 8월 24일
8월 24일은 그레고리력으로 236번째(윤년일 경우 237번째) 날에 해당한다.

## 사건
- 79년 - 이탈리아의 베수비오 화산이 폭발, 폼페이, 헤르쿨라네움 등의 도시가 화산재에 묻히다.
- 1572년 - 성 바르톨로메오 축일 학살: 프랑스에서 7만 명가량의 위그노 교도가 학살되다.
- 1821년 - 멕시코와 스페인 간에 코르도바 조약을 체결하고 멕시코 독립 전쟁을 끝내다.
- 1921년 - 제1차 세계 대전: 미국과 오스트리아 강화조약 체결.
- 1942년 - 태평양 전쟁: 미국-일본, 2차 솔로몬 해전
- 1945년 - 한국인 피징용자 3,725명 등을 태우고 마이즈루 항에 정박 중이던 우키시마 호가 원인모를 폭발로 침몰하다.
- 1954년 - 미국 공산주의자 단속법 제정.
- 1964년 - 중앙정보부, 통일혁명당 지하 간첩단 사건 수사 발표.
- 1973년 - 대한민국과 핀란드, 국교 수립.
- 1976년 - 대한민국 문교부, 중학 교과서 전면 국정화.
- 1991년 - 우크라이나, 소비에트 연방으로부터 독립.
- 1991년 - 미하일 고르바초프, 소련 공산당 서기장 사임.
- 1992년 - 대한민국이 중화인민공화국 과 수교하였다.(중화민국과 단교)
- 2003년 - 제22회 하계 유니버시아드대회: 대한민국의 반북 시민단체들과 조선민주주의인민공화국의 취재기자들 간에 충돌 사건 발생하다.
- 2011년 - 대한민국 서울특별시에서 무상급식 지원범위에 관한 주민투표를 실시하였다. 최종 투표율 25.7%로 대한민국 주민투표법에 따라 투표는 무효로 처리되었다.
- 2016년 - 이탈리아 중부 움브리아주 페루자에서 진도 6.2의 지진이 일어나 최소 30명 이상이 사망하다.

## 문화
- 1456년 - 인쇄기를 사용한 최초의 출판물 구텐베르크 성경 완성
- 1968년 - 프랑스 수소폭탄 실험 성공.
- 1984년 - 대한민국 기업 코데코에너지, 인도네시아 마두라 유전 개발 성공 발표.
- 1995년 - 마이크로소프트에서 윈도우 95 영어판을 최초로 출시하다.
- 1996년 - 마이크로소프트에서 윈도우 NT 4.0 영어판을 최초로 출시하다.
- 1999년 - 천주교 청주교구 제3대 교구장에 장봉훈 주교가 착좌하다.
- 2002년 - 대한민국, 음악공유사이트 소리바다 서비스 재개.
- 2005년 - 쓰쿠바 익스프레스가 개통하다.
- 2006년 - 국제천문연맹 총회에서 행성의 정의를 새롭게 내림에 따라 명왕성이 행성계에서 퇴출되다.
- 2008년 -
  - 2008년 하계 올림픽이 중화인민공화국 베이징에서 폐막하였다.
  - 대한민국에서 법학적성시험을 처음으로 실시했다.
- 2015년 - 걸그룹 에이프릴이 데뷔하였다.

## 탄생
- 1389년 - 조선 초기의 문신, 성리학자, 철학자 김숙자(金叔滋). (~1456년)
- 1837년 - 프랑스의 작곡가 테오도르 뒤부아. (~1924년)
- 1865년 - 루마니아의 군주 페르디난드 1세. (~1927년)
- 1890년
  - 하와이섬의 원주민 수영 선수 듀크 카하나모쿠. (~1968년)
  - 도미니카의 소설가 진 리스. (~1979년)
- 1897년 - 중국의 평론가, 교육가 청팡우. (~1984년)
- 1899년 - 아르헨티나의 작가 호르헤 루이스 보르헤스. (~1986년)
- 1905년 - 미국의 가수, 작곡가, 기타연주자 아서 크루덥. (~1974년)
- 1906년 - 미국의 스피드 스케이팅 선수 존 패럴. (~1994년)
- 1908년 - 일제강점기 태생 대한민국의 정치인 권성기. (~1993년)
- 1914년 - 대한민국의 공무원, 정치인 이병무. (~?)
- 1922년
  - 대한민국의 사학자 김원용. (~1993년)
  - 미국의 역사학자, 정치학자, 사회비평가, 사회운동가, 작가 하워드 진. (~2010년)
- 1929년 - 팔레스타인의 정치인 야세르 아라파트. (~2004년)
- 1932년 - 영국의 추기경 코맥 머피오코너. (~2017년)
- 1933년 - 대한민국의 국회의원 이원형. (~2014년)
- 1935년
  - 일본의 정치인, 총리 대신 하타 쓰토무. (~2017년)
  - 이탈리아의 영화배우 란도 버잔카. (~2022년)
- 1936년 - 영국의 소설가 A. S. 바이엇. (~2023년)
- 1942년 - 독일의 배우 한스 피터 코르프. (~2025년)
- 1945년
  - 홍콩의 배우, 영화감독 원화평.
  - 미국의 기업인 빈스 맥마흔.
- 1947년
  - 브라질의 소설가 파울로 코엘료.
  - 미국의 배우 앤 아처.
- 1948년 - 프랑스의 작곡가, 신시사이저 연주자 장미셸 자르.
- 1952년 - 대한민국의 PD 이종한.
- 1954년 - 이탈리아의 배우 리나 폴리토.
- 1955년 - 미국의 정치인 마이크 허커비.
- 1957년 - 일본의 정치인 이와야 다케시.
- 1960년
  - 일본의 영화 감독 미이케 다카시.
  - 미국의 전 야구 선수 칼 립켄 주니어.
- 1961년 - 영국의 배우 재러드 해리스.
- 1963년 - 일본의 게임 디자이너 고지마 히데오.
- 1966년 - 대한민국의 배우 안길강.
- 1968년
  - 대한민국의 성우, 배우 김용준.
  - 대한민국의 정치인 장성철.
- 1970년 - 터키의 전 축구 선수 투가이 케리몰루.
- 1972년
  - 노르웨이의 테니스 선수 크리스티안 루드.
  - 대한민국의 종합격투기 선수 윤동식.
- 1974년 - 일본의 전 축구 선수 야마다 다쿠야.
- 1975년
  - 영국의 배우 제임스 다시.
  - 브라질의 배우 호드리구 산토루.
- 1977년
  - 대한민국의 야구 선수 이용훈.
  - 독일의 축구 선수 로베르트 엥케. (~2009년)
  - 오스트리아의 축구 감독 위르겐 마호.
- 1981년 - 대한민국의 연극배우 강근탁. (~2022년)
- 1982년
  - 스웨덴의 축구 선수 킴 셸스트룀.
  - 포르투갈의 축구 선수 조제 보싱와.
- 1983년
  - 대한민국의 배우 라선영.
  - 미국의 야구 선수 브렛 가드너.
  - 브라질의 축구 선수 레안드로 도밍게즈. (~2025년)
- 1984년
  - 대한민국의 배우 서지혜.
  - 대한민국의 배우 손성윤.
  - 대한민국의 가수 예성. (슈퍼주니어)
  - 대한민국의 배우 이지현.
  - 대한민국의 희극인, 기자 조정린.
  - 대한민국의 가수 니모.
- 1985년 - 대한민국의 방송인 정순주.
- 1986년 - 미국의 야구 선수 닉 아덴하트. (~2009년)
- 1987년
  - 벨기에의 방송인 줄리안 퀸타르트.
  - 일본의 양궁 선수 하야카와 렌.
- 1988년
  - 영국의 배우 루퍼트 그린트.
  - 일본의 축구 선수 요시다 마야.
  - 대한민국의 성우 김연우.
  - 노르웨이의 방송인 니콜라이 욘센.
- 1989년
  - 대한민국의 농구 선수 차바위.
  - 대한민국의 가수 태희 (엠파이어).
- 1990년
  - 대한민국의 아나운서 정다희.
  - 오스트레일리아의 배우 엘리자베스 데비키.
- 1991년
  - 대한민국의 전직 스타크래프트 프로게이머 이영한.
  - 대한민국의 전직 스타크래프트 프로게이머 임태규.
  - 일본의 유도 선수 하시모토 소이치.
  - 독일의 축구 선수 마르크 우트.
- 1992년
  - 일본의 배우 아사카 코다이.
  - 브라질의 축구 선수 제메르송.
- 1993년
  - 멕시코의 방송인 크리스티안 부르고스.
  - 독일의 바이애슬론 선수 라우라 달마이어. (~2025년)
- 1994년
  - 대한민국의 스타크래프트 프로게이머 원이삭.
  - 대한민국의 야구 선수 이정호.
  - 일본의 가수 미아키 리호 (노기자카46, NMB48).
  - 대한민국의 수영 선수 강지석.
- 1995년 - 대한민국의 가수 임영준 (HIGH4).
- 1996년
  - 대학민국의 래퍼 비토 (업텐션).
  - 대한민국의 배우 김현진.
  - 중화인민공화국의 컬링 선수 왕즈위.
- 1997년
  - 대한민국의 가수 한혜리.
  - 일본의 배우, 모델 야나기 미키.
  - 미국의 정치인 캐롤라인 리빗.
  - 노르웨이의 전자 음악가 앨런 워커.
- 1998년
  - 대한민국의 배틀그라운드 프로게이머 로키.
  - 핀란드의 가수 로빈.
  - 필리핀의 배우, 모델 소피아 안드레스.
- 1999년 - 대한민국의 가수 성훈.
- 2000년
  - 대한민국의 가수 최보민 (골든차일드).
  - 중국의 가수 류위.
- 2001년
  - 대한민국의 수영 선수 김우민.
  - 대한민국의 축구 선수 이강희.
  - 대한민국의 수영 선수 허윤진.
- 2002년 - 대한민국의 수영 선수 지유찬.
- 2003년 - 러시아의 피겨 스케이팅 선수 알료나 코스토르나야.
- 2004년 - 대한민국의 가수 빈나.
- 2006년 - 대한민국의 가수 백지.
- 2007년 - 대한민국 천재의 탄생
- 2010년 - 대한민국의 유튜버 김아려.

## 사망
- 79년 - 고대 로마의 정치인, 군인 가이우스 플리니우스 세쿤두스. (23년~)
- 274년 - 서진의 황후 무원황후. (238년~)
- 579년 - 신라의 제25대 국왕 진지왕. (?~)
- 842년 - 제52대 일본의 천황 사가 천황. (786년~)
- 1101년 - 중국 북송의 시인 소식. (1037년~)
- 1313년 - 신성 로마 제국의 황제 하인리히 7세. (1278년~)
- 1888년 - 독일의 물리학자 루돌프 클라우지우스. (1822년~)
- 1956년 - 일본의 영화 감독 미조구치 겐지. (1898년~)
- 1971년 - 대한민국의 독립 운동가 황애덕. (1892년~)
- 2016년 - 독일의 제4대 대통령 발터 셸. (1919년~)
- 2018년 - 대한민국의 가수 최희준. (1936년~)
- 2020년 - 콩고 공화국의 정치인 파스칼 리수바. (1931년~)
- 2021년
  - 대한민국의 국어학자 이수열. (1928년~)
  - 잉글랜드의 드럼연주자 찰리 와츠. (롤링 스톤스) (1941년~)
  - 차드의 제7대 대통령 이센 아브레. (1942년~)
- 2022년 - 일본의 기업인 이나모리 가즈오. (1932년~)
- 2023년
  - 대한민국의 정치인 국승록. (1929년~)
  - 미국의 프로레슬링 선수, 배우 브레이 와이엇. (1987년~)
  - 영국의 기타리스트 버니 마즈든. (1951년~)
  - 미국의 영화배우, 성우 알린 소킨. (1955년~)
- 2024년
  - 독일의 축구 선수 크리스토프 다움. (1953년~)
  - 자메이카의 육상 선수 조지 로든. (1926년~)

## 기념일
- 플래그 데이(국기의 날): 라이베리아
- 독립기념일: 우크라이나

## 같이 보기
- 전날: 8월 23일 다음날: 8월 25일 - 전달: 7월 24일 다음달: 9월 24일
- 음력: 8월 24일
- 모두 보기